# Оккупация Австрии войсками союзников

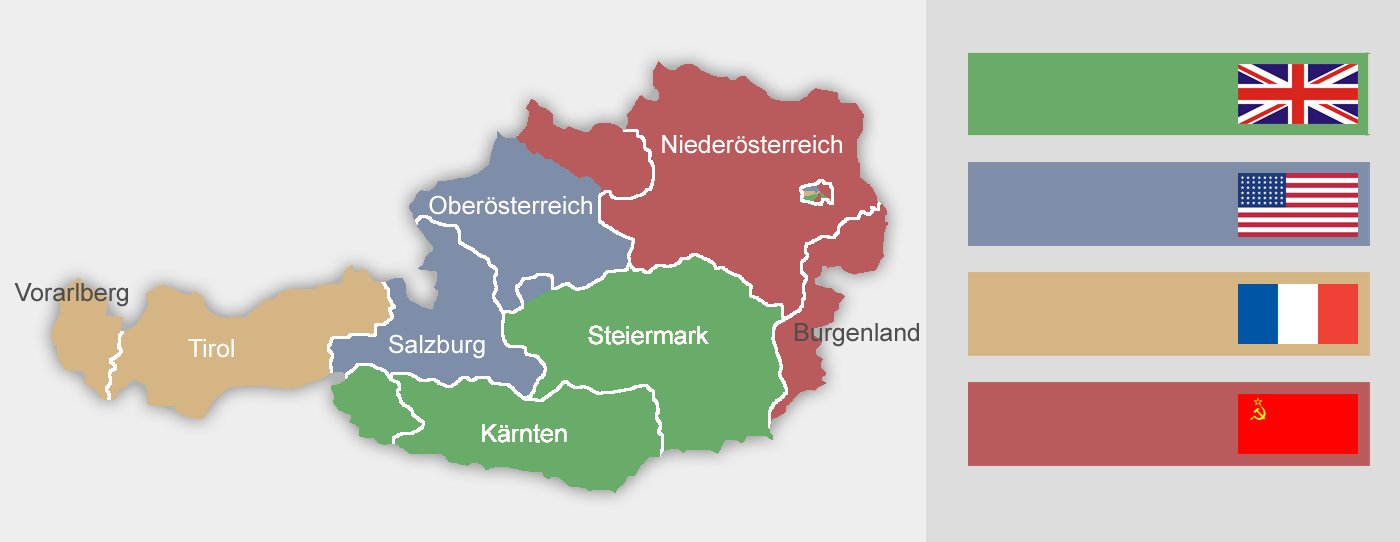
Оккупационные зоны в Австрии

Оккупация Австрии войсками союзников — временное занятие вооружёнными силами государств-победителей (союзников) территории Австрии. Продолжалась с апреля 1945 года до 1955 года. Территория страны в её границах до аншлюса (1938) была поделена между четырьмя державами-победительницами (СССР, Франция, США, Великобритания) на оккупационные зоны, отдельно разделена была также столица — город Вена.

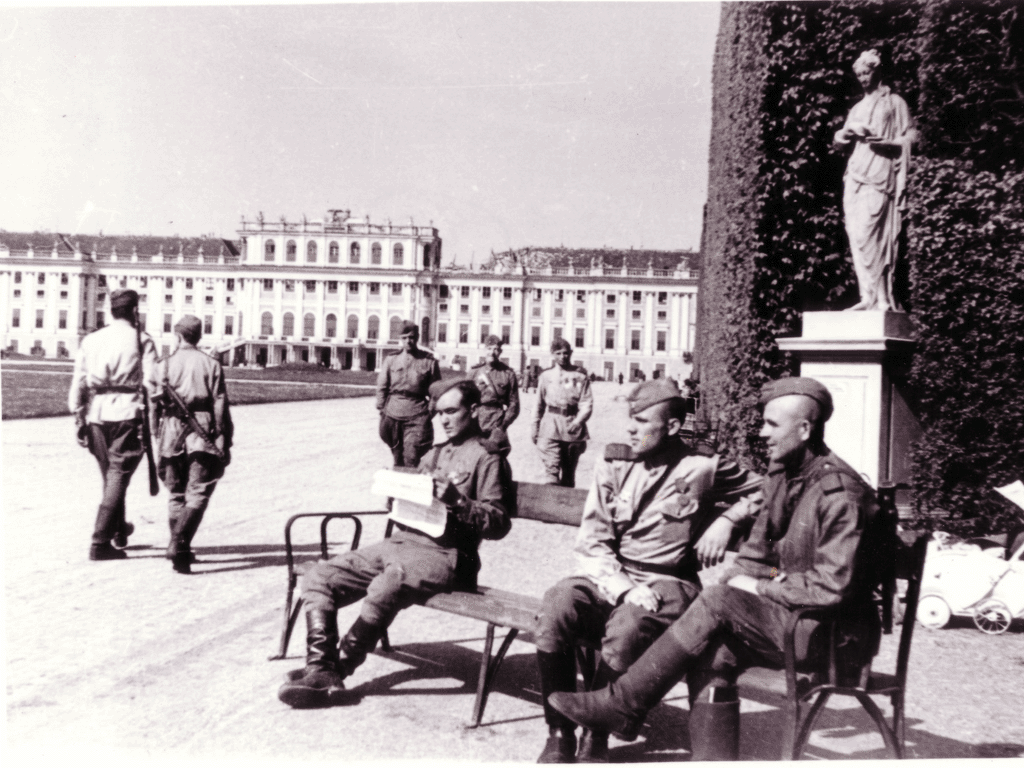
Советские солдаты в парке дворца Шёнбрунн, 1945 год

## Возможное участие Бразилии в оккупации Австрии
Хотя Бразилия не стала одной из оккупационных держав в Австрии, существует историческая дискуссия о том, что Бразильский экспедиционный корпус (FEB) был приглашён к участию в послевоенной оккупации. По утверждению американского историка Фрэнка МакКанна, генерал Марк Кларк, командующий 5-й армией США (в состав которой входил FEB во время Итальянской кампании), в 1945 году предлагал командующему FEB, генералу Жуану Батисте Маскареньяшу де Мораешу, передислоцировать бразильские войска в Австрию в составе американской зоны оккупации. МакКанн предполагал, что такое участие могло бы повысить международный престиж Бразилии.
Подтверждением существования такого предложения служит официальное письмо № 90 от 27 февраля 1945 года, адресованное Маскареньяшом де Мораешом военному министру Бразилии Эурику Гаспару Дутре. В этом письме, обнаруженном историком Джованни Латфаллой, генерал рекомендует отказаться от участия бразильских войск в оккупационных миссиях, мотивируя это потенциальной враждебностью местного населения и нежеланием превращать FEB в инструмент репрессий. Начальник штаба FEB, полковник Флориану де Лима Брайнер, также высказывался против участия в оккупации, опасаясь, что это превратит бразильские войска в «наёмников» и осложнит отношения с европейскими странами, важными с точки зрения иммиграции в Бразилию.
В итоге, Бразильский экспедиционный корпус был демобилизован и возвращен в Бразилию, не приняв участия в оккупации Австрии. Причины отказа бразильского руководства, вероятно, включали как внутренние факторы (экономические трудности и политическую нестабильность режима Жетулиу Варгаса, так и изменения во внешней политике США после смерти Франклина Рузвельта, которые снижали заинтересованность Бразилии в продолжении тесного сотрудничества.

## Оккупационные зоны в Австрии
Оккупационные зоны и совместное управление городом Веной были зафиксированы «Соглашением о системе контроля над Австрией» от 4 июля 1945 года и «Соглашением союзников об оккупационных зонах» от 9 июля 1945 года. Общие положения по этому вопросу были закреплены ещё «Московской декларацией» от 30 октября 1943 года. Небольшие изменения были внесены лишь с присоединением к оккупационным державам Франции. Эта информация стала доступной вермахту и войскам СС ещё в январе 1945 года, чем объясняется массовое бегство нацистов из Остмарка непосредственно накануне конца войны в Зальцкаммергут, который должен был войти в американскую зону оккупации.
Оккупационные зоны (за исключением Вены) были следующими:
- Советская зона: Бургенланд, Нижняя Австрия, Верхняя Австрия севернее Дуная и восточнее реки Энс. Верховное командование в Бадене в Нижней Австрии;
- Американская зона: Верхняя Австрия южнее Дуная и к западу от Энса, федеральная земля Зальцбург и Зальцкаммергут;
- Британская зона: Каринтия, Восточный Тироль, Штирия (за исключением Зальцкаммергута);
- Французская зона: федеральная земля Северный Тироль и Форарльберг.

Для перехода через демаркационную линию между оккупационными зонами требовалась идентификационная карточка, которая выдавалась на четырёх языках с подтверждающими отметками четырёх оккупационных властей (в общей сложности одиннадцать печатей). В западных зонах оккупации порядок передвижения был вскоре либерализован. Переход демаркационной линии с советской зоной, в первые годы оккупации союзниками, оформлялся как поездка за границу. Контрольная деятельность СССР была полностью завершена к июню 1954 года.

## Оккупационные секторы Вены

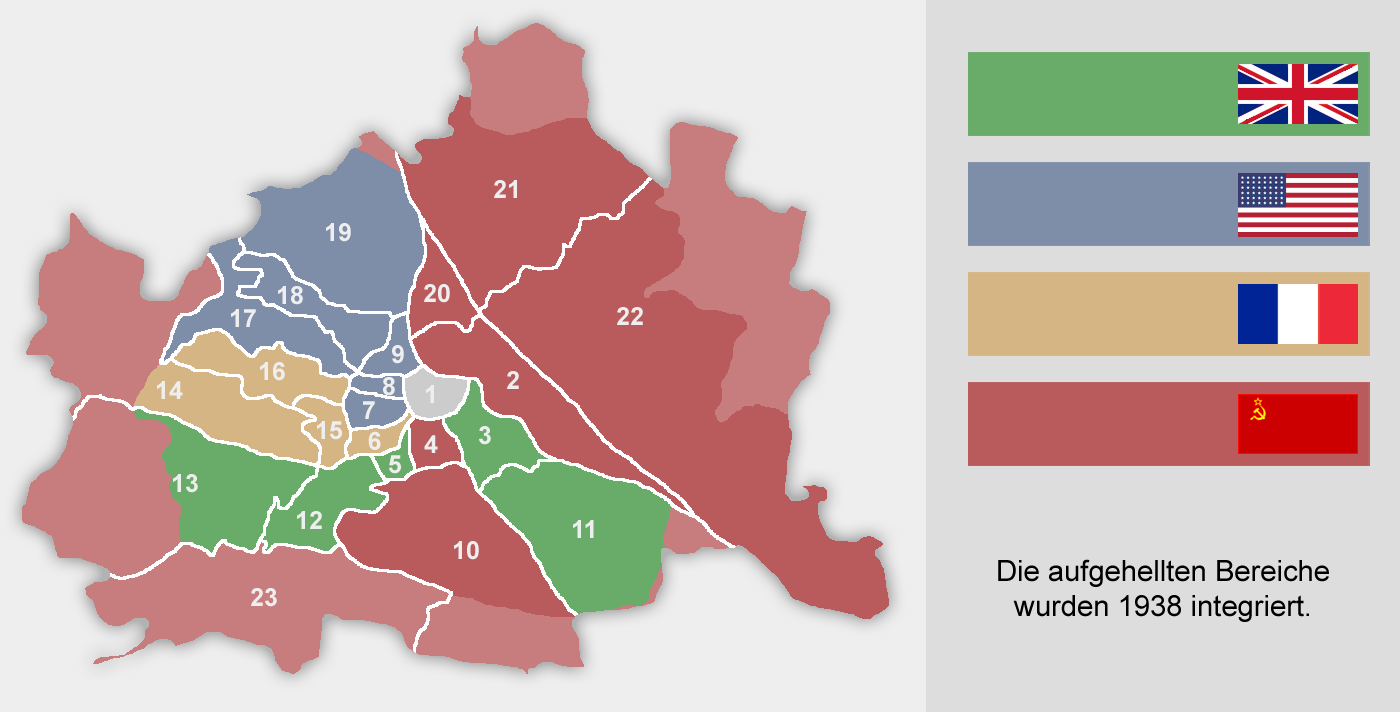
Оккупационные секторы Вены.

Первоначально Вена была оккупирована только советскими войсками. На Потсдамской конференции союзники договорились о разделе Вены. В августе 1945 года разделение было проведено следующим образом:
- совместное управление всеми четырьмя союзниками: 1-й район (Внутренний город) (ежемесячная смена администрации);
- американский сектор: 7-й, 8-й, 9-й, 17-й, 18-й, 19-й районы;
- британский сектор: 3-й, 5-й, 11-й, 12-й, 13-й районы;
- французский сектор: 6-й, 14-й, 15-й, 16-й районы;
- советский сектор: 2-й, 4-й, 10-й, 20-й, 21-й, 22-й районы.

Штаб-квартиры держав-победительниц в Вене размещались:
- США — здание Австрийского национального банка;
- Великобритании — дворец Шёнбрунн;
- Франции — гостиница «Куммер» в Мариахильфе;
- СССР — дворец Эпштайн[нем.] рядом со зданием Парламента.

Секторы были обозначены на местности, но передвижение между ними было свободным. Вена в эти годы стала центром шпионажа оккупационных держав, которые не доверяли друг другу.

## Возвращение военнопленных
Во время Второй мировой войны в плену оказалось большое количество военнослужащих вооружённых сил нацистской Германии. Уже летом 1945 года после обращения правительства Леопольда Фигля домой вернулись первые военнопленные, находившиеся в лагерях западных держав. К концу 1947 года США, Великобритания и Франция освободили всех остававшихся в их лагерях военнопленных. Первые военнопленные вернулись из плена в СССР лишь в начале 1947 года после вмешательства Коммунистической партии Австрии. Первый поезд с 1200 прибыл в Винер-Нойштадт 11 сентября 1947 года. До конца 1947 года в Винер-Нойштадт прибыло около 162000 из СССР. Последний поезд с военнопленными, согласно официальным данным, прибыл из Советского Союза 25 июля 1955 года уже после принятия Декларации о независимости Австрии.

## Союзническая администрация
11 сентября 1945 года был учреждён Союзнический совет из четырёх главнокомандующих, позднее переименованных в верховных комиссаров. В первый состав Союзнической комиссии по Австрии вошли: от СССР — маршал И. С. Конев, от США — генерал Марк У. Кларк, от Великобритании — генерал Ричард Л. Маккрири и от Франции — армейский генерал Антуан Бетуар.
На все принятые парламентом Австрии законы до их официального опубликования федеральное правительство Австрии получало разрешение от Союзнической комиссии. В отсутствие разрешения этого органа австрийский закон не мог вступить в силу. В начале деятельности Союзнического совета каждая из оккупационных держав могла наложить вето на неугодный закон. Позднее было принято решение, что вето на закон налагается только всеми четырьмя сторонами совместно.

## Завершение периода оккупации
15 мая 1955 года была принята Декларация независимости Австрии, 27 июля она была ратифицирована всеми пятью государствами и тем самым вступила в силу. Согласно Декларации, для вывода оккупационных войск устанавливался 90-дневный срок. 19 октября 1955 года территорию суверенной Австрии покинул последний советский военнослужащий, а 25 октября, в последний день этого срока, — последний британский солдат оккупационных войск.
Как и было обещано Советскому Союзу, Федеральный конституционный закон Австрии от 26 октября 1955 года провозгласил её постоянный нейтралитет. 26 октября был назван Днём флага Австрии и является в настоящее время национальным праздником страны. В 1995 году Австрия тем не менее вступила в Европейский союз и участвует в силах быстрого реагирования ЕС и программе НАТО «Партнёрство во имя мира».

## Денацификация Австрии
8 мая 1945 года австрийское правительство Карла Реннера запретило НСДАП и её организации и обязало всех членов НСДАП зарегистрироваться в органах местного самоуправления. Зарегистрировалось более 500 тысяч бывших членов НСДАП, которые были лишены некоторых гражданских прав. Более 100 тысяч нацистов были уволены с руководящих постов. Особые суды вынесли приговоры в отношении 13 тысяч человек виновных в военных преступлениях, но наказали не строго — из этого числа только 43 человек приговорили к смертной казни. Вскоре почти всех бывших австрийских нацистов простили. В апреле 1948 года закон об амнистии рядовым нацистам восстановил в правах 482 тысячи членов запрещенной НСДАП. Вновь наказание нацистов было прописано в Государственном договоре о восстановлении независимой и демократической Австрии от 15 мая 1955 года, статья 12 которого запретила служить в Вооружённых силах Австрии бывшим членам НСДАП.